# Медведица буро-жёлтая
Медведица буро-жёлтая (лат. Hyphoraia aulica) — бабочка рода Hyphoraia из семейства медведиц.

## Описание
Бабочка меньше среднего размера. Длина переднего крыла 13—24 мм. Размах крыльев 28—38 мм. Самки крупнее самцов (половой диморфизм). Тело самцов густо опушено волосками оранжеватого цвета. Брюшко с чёрными поперечными полосками. Усики перистые. Передние крылья сверху охристо-коричневого или оливково-бурого цвета, с пятью крупными жёлтыми пятнами и одним-тремя мелкими пятнышками возле вершины крыла. Задние крылья желто-оранжевого цвета, с внешним полем, анальным сектором и пятном в центральной ячейке чёрного цвета. Бахромка заднего крыла оранжевая. Рисунок в целом весьма изменчив. Фоновая окраска крыльев у самки в целом бледнее чем у самца.

## Ареал
Глобальный ареал транспалеарктического типа. Обитает во Франции, Германии, Румынии, Белоруссии, Прибалтике, Финляндии, Украине, Большом и Малом Кавказе, Малой Азии, Северном Казахстане, Китае, Кореи и Японии.
В России встречается в центральной полосе европейской части, Южной Карелии, на Северном Кавказе, а также в Южной Сибири, Забайкалье, Приморье и Приамурье.

## Особенности биологии и экологии
Является моновольтинным полифагом, мезофилом. Биология плохо изучена.
Встречается локально и редко встречается в лесостепной зоне, а также в горных степях Черноморского побережья. Заселяет целинные и слаботрансформированные участки, часто закустаренные. На юге Сибири и Дальнего Востока попадается по пойменным лугам и большим лесным полянам, чаще по склонам южной экспозиции. Время лёта бабочек — с мая по июль. В утренние часы самцы стремительно летают на заросших кустарниками просеках и в междурядьях лесных деревьев. Самки обычно малоподвижные. Повсеместно вид развивается в одном поколении. В некоторые годы буро-жёлтая медведица может давать также и второе поколение.

## Размножение
Самка откладывает от 100 до 200 яиц. Гусеница покрыта волосками, чёрной окраски, в полосах оранжево-рыжего цвета. На последних трех сегментах телах гусеницы волоски чёрного цвета, сильно удлинены, голова блестящая, чёрной окраски. Стадия гусеницы с августа по апрель следующего года. Гусеницы питаются на крестовнике (Senecio), тысячелистнике (Achillea), одуванчике (Taraxacum), ястребинке (Hieracium), молочае (Euphorbia), вейнике (Calamagrostis), подорожнике (Plantago), вике (Vicia). Зимует гусеница.
Куколка блестящая, чёрного цвета, с красновато-бурыми вырезами брюшка. Находится в тонком белом коконе.

## Численность и охрана
В большинстве регионов Европы буро-жёлтая медведица является локальным и редким видом.
Охраняется на территории Латвии, Литвы, Швеции и Германии. На территории России занесена в Красную книгу Краснодарского края.